# Papu Gómez
Alejandro Darío Gómez, känd som Papu Gómez, född 15 februari 1988, är en argentinsk fotbollsspelare.

## Klubbkarriär
Den 1 september 2014 värvades Gómez av Atalanta, där han skrev på ett treårskontrakt. Den 26 januari 2021 värvades Gómez av Sevilla, där han skrev på ett 3,5-årskontrakt.
Den 29 september 2023 värvades Gómez av Monza. I oktober 2023 blev han avstängd i två år efter att ha testat positivt för doping.

## Landslagskarriär
Gómez debuterade för Argentinas landslag den 13 juni 2017 i en 6–0-vinst över Singapore, där han även gjorde ett mål.